# Paweł Kikowski
Paweł Michał Kikowski (Kołobrzeg, 27 aprile 1986) è un cestista polacco.

## Palmarès
- Coppa di Polonia: 2

Kotwica Kolobrzeg: 2009
Slask Wroclaw: 2014
- Coppa di Slovenia: 1

Olimpia Lubiana: 2010